# Bombycilloidea
Bombycilloidea je malá nadčeleď pěvců z kladu Passerida, zahrnující šest čeledí ptáků.

## Fylogeneze
Na základě studie Oliveros & kol., 2019 zahrnuje tento klad následující čeledi:
- brkoslavcovití (Dulidae) Sclater, 1862
- brkoslavovití (Bombycillidae) Swainson, 1831
- palmovníkovití (Ptiliogonatidae) Baird, 1858
- Hylocitreidae Fjeldsa, Ericson, Johannson & Zuccon 2015
- hedvábníkovití (Hypocoliidae) Delacour & Amadon, 1949
- Mohoidae Fleischer, James & Olson, 2008

Čeleď Mohoidae zahrnovala několik endemitních druhů Havajských ostrovů, z nichž všechny jsou nyní vyhynulé.
Pištec žlutoboký (Hylocitrea bonensis), původní zástupce čeledi pištcovitých (Pachycephalidae) a nyní jediný zástupce čeledi Hylocitreidae, je v některých systémech řazen do čeledi Hypocoliidae. V rámci Bombycilloidea je někdy řazena i timálka skvrnitá (Elachura formosa), jediný druh z čeledi Elachuridae a zřejmě reliktní linie passeridních zpěvných bez blízkých příbuzných.